# Deus é Amor

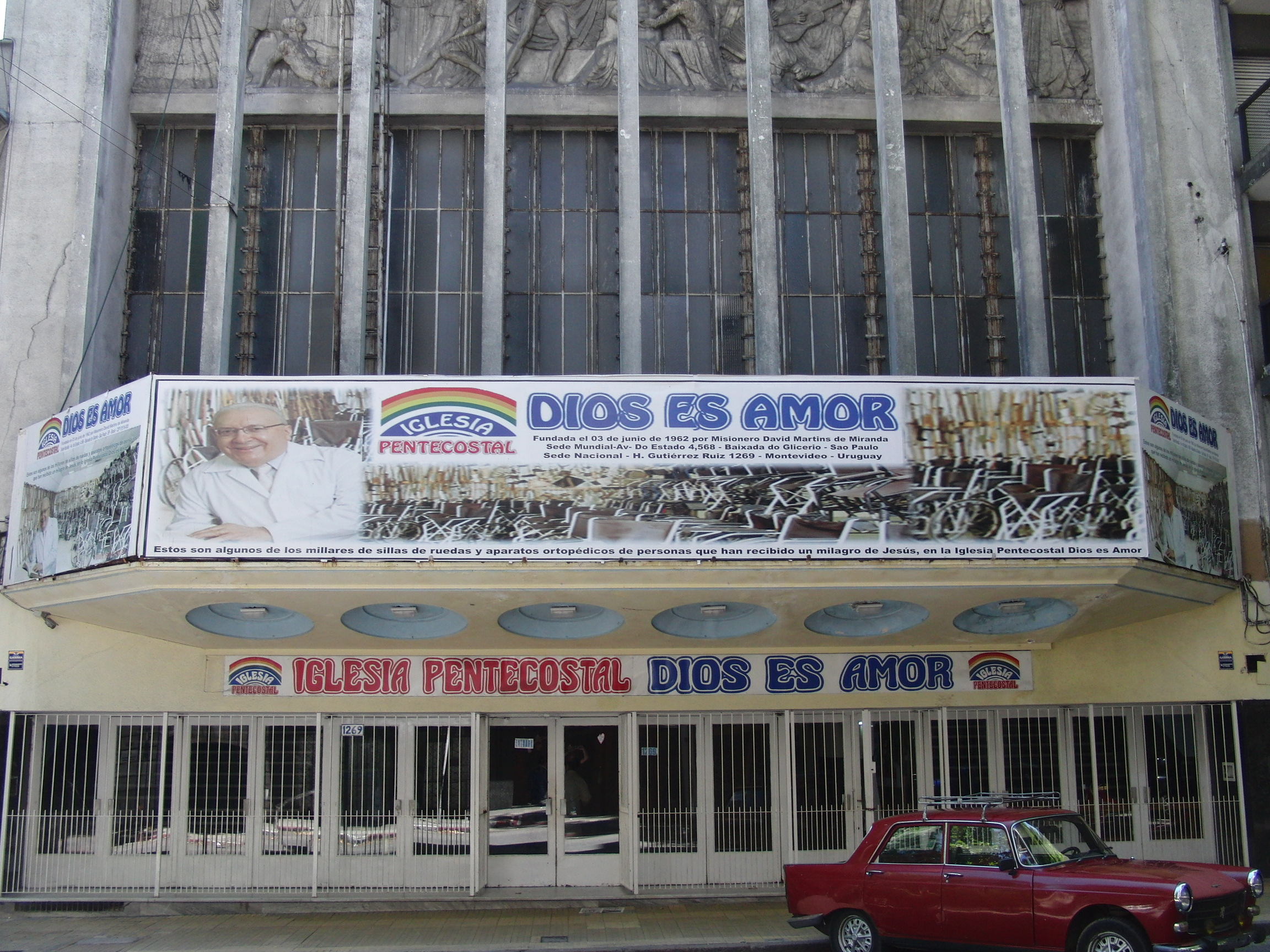
Ein Dios-es-Amor-Gemeindesaal in einem ehemaligen Kino in Montevideo

Die Igreja Pentecostal Deus é Amor (IPDA), bisweilen auch nur als Dios es Amor oder Deus é Amor (Gott ist Liebe) bezeichnet, ist eine brasilianische neocharismatische Pfingstgemeinde und fundamentalistische Sekte. Sie gilt als die erste neupfingstlerische Gruppe, die ausgeprägte Unternehmensstrukturen entwickelte.

## Geschichte
Die Kirche „Deus é Amor“ wurde 1962 von David Martins de Miranda gegründet. Sie hat heute knapp 900.000 Mitglieder und betreibt ca. 17.600 Kirchen in Brasilien und in 136 weiteren Ländern. In Brasilien ist sie die zweitstärkste Pfingstgemeinde neben der Igreja Universal do Reino de Deus. In São Paulo unterhält die Kirche von Miranda einen 60.000 Besucher fassenden Gemeindesaal. Ihre Radioprogramme gehören der Voz da Libertação (Stimme der Befreiung) an und werden vor allem über das Internet in andere Länder ausgestrahlt. Die Organisation finanziert sich über zehn Prozent des Einkommens, welches jedes Mitglied beisteuert und über weitere Spenden.
Von Seiten der katholischen Kirche wird der IPDA mangelnde Moralität vorgeworfen:

„Damit verdient er (Miranda) sich schlichtweg den Lebensunterhalt, verwirklicht seinen Lebenstraum von Grandiosität. (...) Miranda benutzt die übelsten Methoden, damit die Leute an ihn zahlen – er zieht ihnen noch den letzten Centavo aus der Tasche. Und die Leute geben tatsächlich alles, was sie haben, sogar die, die eigentlich überhaupt nichts besitzen. Aber Miranda und seine Sekte haben keinerlei theologisches Fundament, keinerlei Moral, keinerlei Respekt vor den Wertvorstellungen der Menschen.“

Laut Lodemar Schlemper, dem Stadtmissionar der MEUC (Missão Evangélica União Cristão) in Blumenau, kündigte Miranda für das Jahr 1999 die Wiederankunft Christi an. Als dies nicht eintrat, setzte sich Miranda mit drei Millionen Reais an Kirchengeldern (damals etwa 1,5 Millionen Euro) nach England ab und gab seine Kündigung als Leiter der IPDA bekannt.

## Theologie
Die Kirche betont das Wirken des Heiligen Geistes und göttliche Wunder. Im Vergleich zu konventionellen evangelischen Gemeinden gilt sie als radikal, teilweise sogar extremistisch. Werbebanner (siehe Foto o.r.), auf denen zahllose Rollstühle und Krücken abgebildet sind, erwecken den Anschein, als habe die Kirche hunderten Kranken zu einem neuen Leben verholfen. David Miranda erweckt in seinen Predigten scheinbar Tote wieder zum Leben.

„Bei den Wunderheilungen wird getrickst, das sind alles pure Inszenierungen – er weckt ja verrückterweise sogar Tote wieder auf. Er stellt einen Sarg hin, legt eine angeblich tote Braut hinein, veranstaltet eine Totenwache – und holt die Braut dann wieder ins Leben zurück.“

Die Kirche propagiert eine Theologie der Prosperität, eine fragwürdige Auffassung, dass ein starker Glaube an Gott automatisch zu materiellem Reichtum führt. Für den erwartbaren Fall, dass der Wohlstand ausbleibt, wird den Leuten suggeriert, dass ihr Glaube noch nicht stark genug war.

## Glaubenspraxis und Moral
Die internen Regeln sind sehr streng. So ist es verboten, fernzusehen, Fußball zu spielen oder Make-up und Schmuck zu tragen. Frauen dürfen sich ihre Haare nicht schneiden. Männer dürfen keinen Bart tragen. Die Katholische Kirche wird als Satanisch gebrandmarkt.
Die Kirche rekrutiert ihre Laienprediger auch unter ehemaligen Schwerkriminellen aus Rios Favelas. Diese geben während der Predigten mit ihren Gräueltaten an und behaupten, diese durch den Einfluss von Dämonen begangen zu haben. Ein Mann namens Pastor Salles behauptet beispielsweise, zusammen mit seiner Frau sein sechsmonatiges Kind getötet und gegessen zu haben. Durch den Kontakt mit der IPDA seien sie von ihren Dämonen befreit und hätten Kontakt zu Gott gefunden.

„Die dunkelsten Punkte ihrer Biographie machen sie zum Trumpf, zu einem Spektakel – wollen auf diese Weise nicht nur Geld verdienen, sondern auch gesellschaftliche Anerkennung, Sozialprestige gewinnen. (...) Morde und andere grauenhafte Verbrechen werden stets dem Teufel in die Schuhe geschoben, er wird zum Sündenbock. Damit stellen sich diese Priester als Opfer dar, leugnen die eigene Schuld und Verantwortung für ihre Taten, gebärden sich gar als Sieger und Hoffnungsträger.“

## Vorwurf der Geldwäsche
Der Kauf eines weiteren alten und sehr großen Kinos in Montevideo, des Teatro Cine Plaza, für 4 Millionen US-Dollar und hohe Investitionen an anderer Stelle haben eine rege Diskussion in Uruguay über die mögliche Geldwäsche der beiden großen Pfingstgemeinde-Kirchen "Dios es Amor" und "Igreja Universal do Reino de Deus" ausgelöst. Sie werden beschuldigt, große Mengen Schwarzgeld zu waschen. Ein neues Gesetz zur Kontrolle dieser mächtigen Organisationen soll vorbereitet werden.